# Tyrone Conraad
Tyrone Conraad (Rotterdam, 7 april 1997) is een Nederlands voetballer die als aanvaller speelt.

## Carrière
Tyrone Conraad speelde in de jeugdopleidingen van Feyenoord en Sparta Rotterdam. Bij Sparta zat hij in het seizoen 2014/15 één wedstrijd op de bank bij het eerste elftal. In de zomer van 2016 vertrok hij transfervrij naar SC Cambuur, waar hij zijn debuut in de Eerste divisie maakte op 14 oktober 2016 in de met 3-1 verloren uitwedstrijd tegen FC Den Bosch. Hij kwam in de 68e minuut in het veld voor Danny Bakker. Hij speelde zes wedstrijden voor Cambuur in het seizoen 2016/17. Het seizoen erna speelde hij alleen in het tweede elftal, maar in 2018/19 kwam hij weer regelmatig in actie in het eerste elftal. In de zomer van 2019 vertrok hij transfervrij naar Kozakken Boys. In 2020 ging Conraad naar Ergotelis FC in Griekenland. Medio 2022 ging hij in Montenegro voor FK Sutjeska Nikšić spelen. Hier werd hij topscorer van de Prva Crnogorska Liga met 26 doelpunten. Sutjeska eindigde tweede, met evenveel punten als kampioen Budućnost Podgorica. Wel werd de beker gewonnen in een finale tegen FK Arsenal Tivat. Na een seizoen vertrok hij naar het Chinese Meizhou Hakka FC. Per oktober 2024 komt hij in de VAE uit voor Sharjah FC.

### Statistieken
| Seizoen                    | Club               | Land           | Competitie     | Competitie | Competitie | Beker | Beker | Overig | Overig | Totaal | Totaal |
| Seizoen                    | Club               | Land           | Competitie     | Wed.       | Dlp.       | Wed.  | Dlp.  | Wed.   | Dlp.   | Wed.   | Dlp.   |
| -------------------------- | ------------------ | -------------- | -------------- | ---------- | ---------- | ----- | ----- | ------ | ------ | ------ | ------ |
| 2014/15                    | Sparta Rotterdam   | Nederland      | Eerste divisie | 0          | 0          | 0     | 0     | –      | –      | 0      | 0      |
| 2016/17                    | SC Cambuur         | Nederland      | Eerste divisie | 6          | 0          | 0     | 0     | 0      | 0      | 6      | 0      |
| 2017/18                    | SC Cambuur         | Nederland      | Eerste divisie | 0          | 0          | 0     | 0     | 0      | 0      | 0      | 0      |
| 2018/19                    | SC Cambuur         | Nederland      | Eerste divisie | 24         | 4          | 3     | 1     | 1      | 0      | 28     | 5      |
| 2019/20                    | Kozakken Boys      | Nederland      | Tweede divisie | 24         | 8          | 1     | 0     | –      | –      | 25     | 8      |
| 2020/21                    | Ergotelis FC       | Griekenland    | Super League 2 | 27         | 7          | 0     | 0     | –      | –      | 27     | 7      |
| 2021/22                    | Ergotelis FC       | Griekenland    | Super League 2 | 25         | 8          | 0     | 0     | –      | –      | 25     | 8      |
| 2022/23                    | FK Sutjeska Nikšić | Montenegro     | Prva Liga      | 33         | 26         | 4     | 2     | 4      | 0      | 41     | 28     |
| 2023                       | Meizhou Hakka FC   | China          | Super League   | 0          | 0          | 0     | 0     | –      | –      | 0      | 0      |
| Carrièretotaal             | Carrièretotaal     | Carrièretotaal | Carrièretotaal | 139        | 53         | 8     | 3     | 5      | 0      | 152    | 56     |
| Bijgewerkt op 26 juni 2023 |                    |                |                |            |            |       |       |        |        |        |        |